# Helena Christina van de Pavord Smits
Helena Christina van de Pavord Smits (* 21. Oktober 1867 in Leiden; † 27. Januar 1941 ebenda) war eine niederländische Malerin und Zeichnerin.

## Leben
Helena Christina van de Pavord Smits wurde am 21. Oktober 1867 in Leiden geboren. Ihr Vater war Frederik Salomon van de Pavord Smits, von Beruf Buch- und Steindrucker, ihre Mutter Johanna Maria Hepp.
Als Malerin war sie Schülerin von Johan Philip Koelman, Willem van der Nat, Timotheus Wilhelmus Ouwerkerk und Mathilde Tonnet. Sie stellte hauptsächlich Blumen und Pflanzen dar und arbeitete für die Flora Batava und das National Herbarium in Leiden.
Helena Christina van de Pavord Smits fertigte etwa 800 Zeichnungen zur Flora Batava an. Daneben aber auch Porträts und Stillleben.

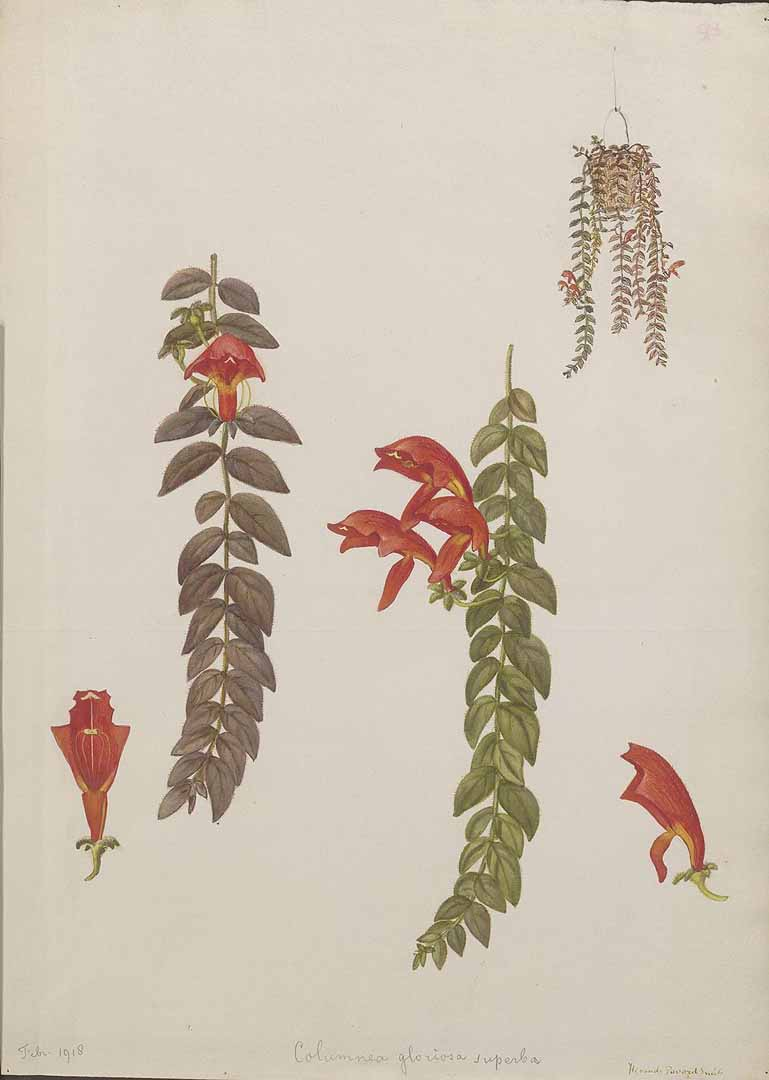
Columnea microcalyx Hanst, 1918
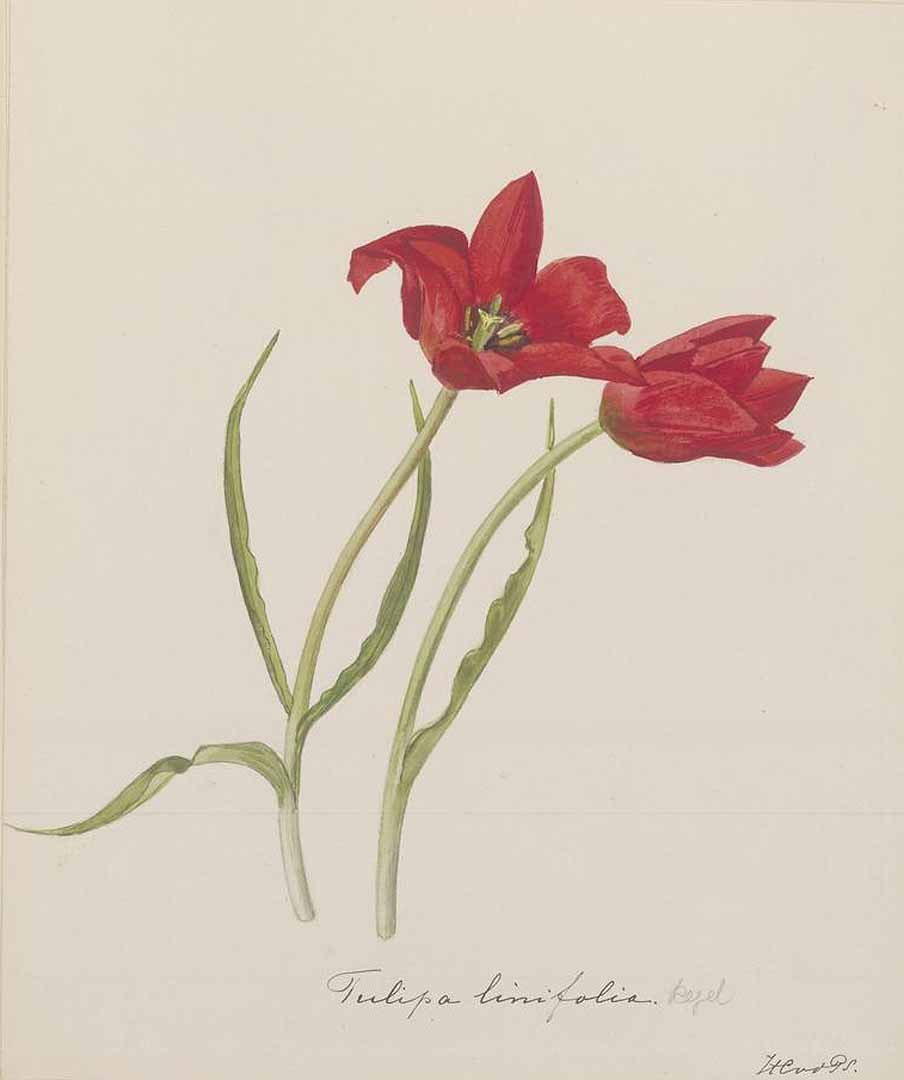
Tulipa linifolia Regel vor 1941
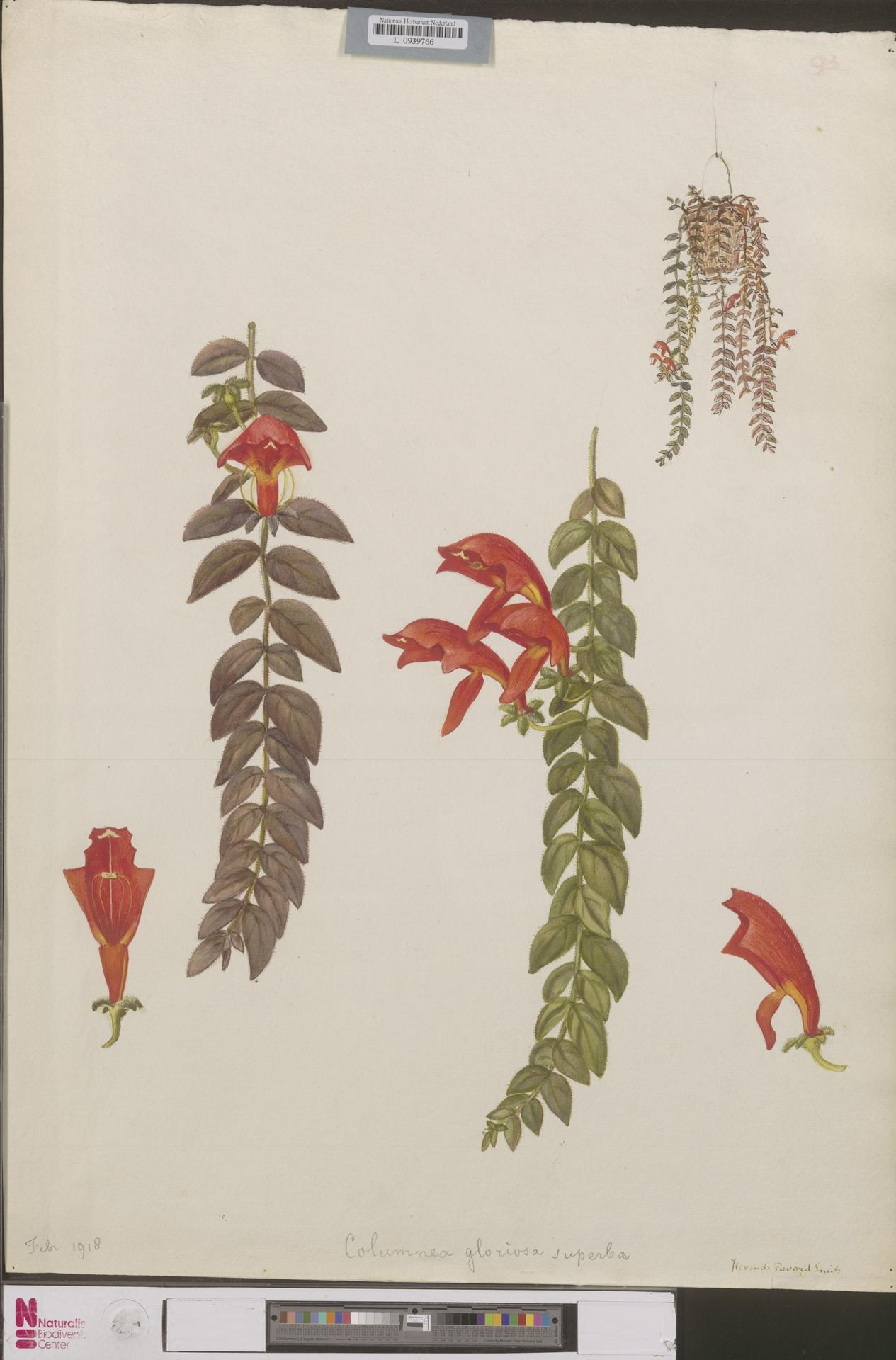
Columnea gloriosa, 1918
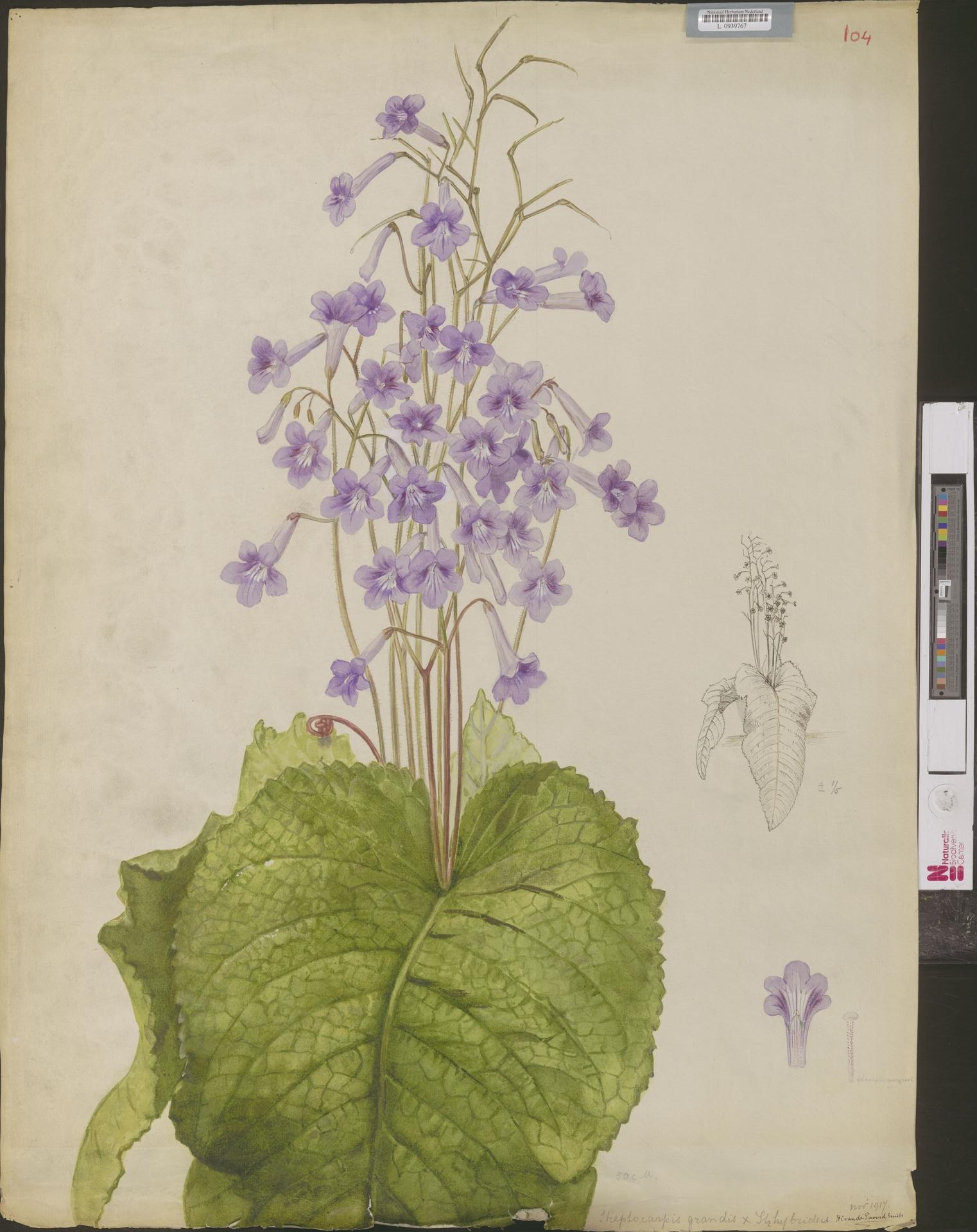
Streptocarpis grandis
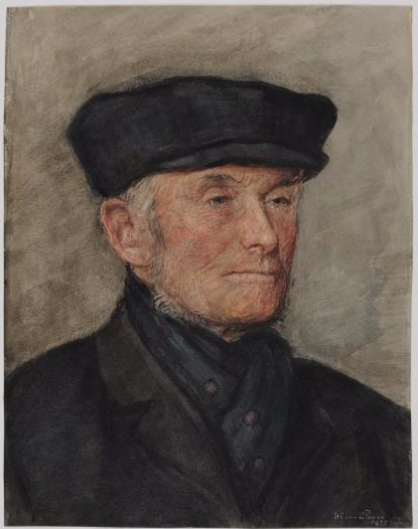
Porträt Gerard Doeve
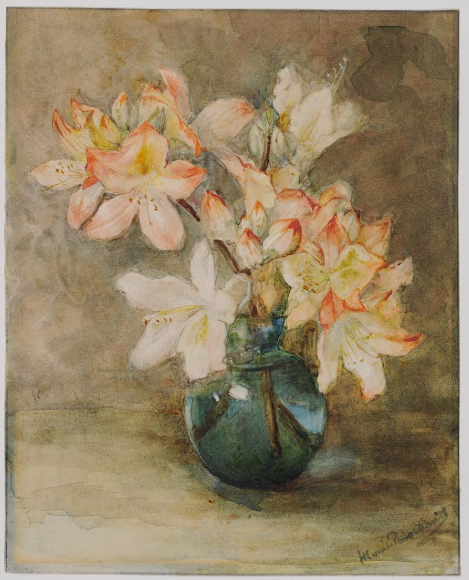
Blumenstillleben